# Mothra

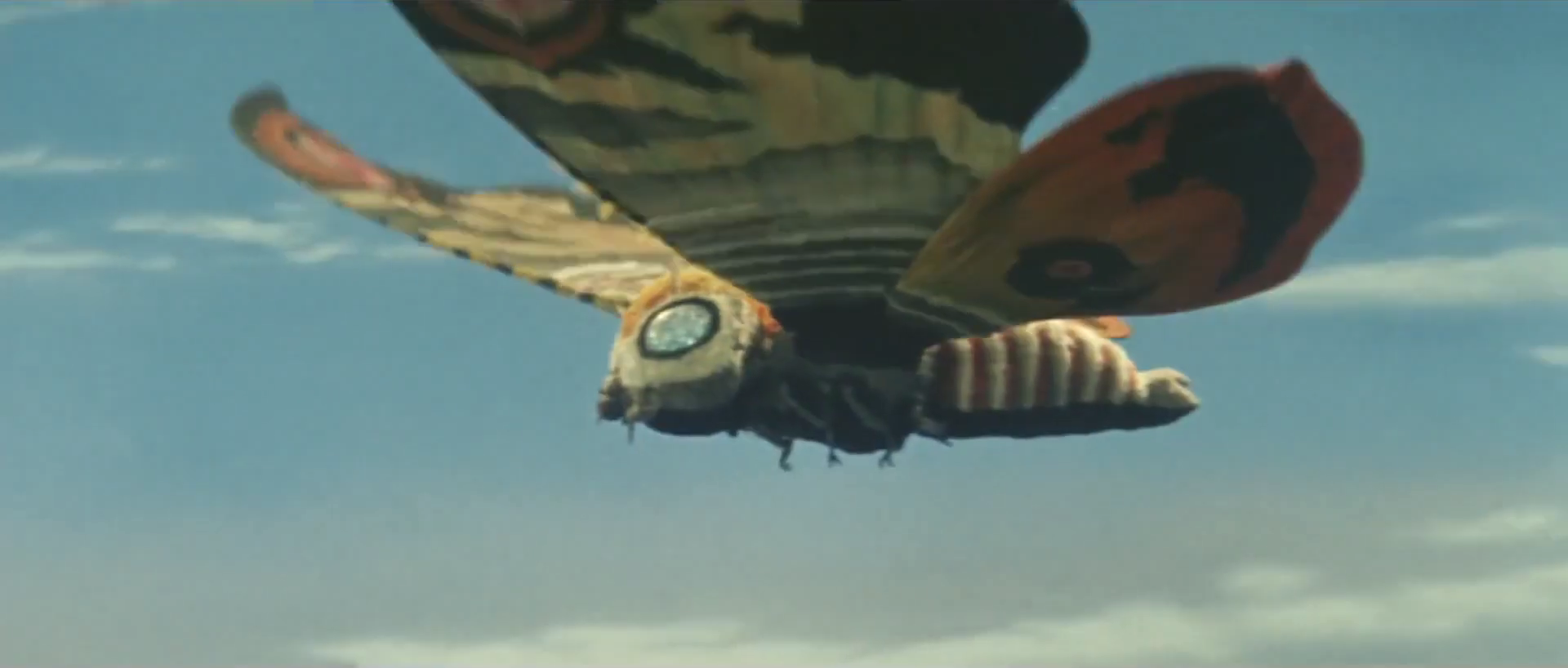
Mothra

Mothra (japanisch モスラ Mosura) ist ein Filmmonster (japanisch Kaijū, wörtlich: „seltsame Bestie, rätselhafte Bestie“) aus dem Tōhō-Filmstudio.
Mothra ist eine überdimensionale Motte. Obwohl im japanischen Original Mothra kein Geschlecht zugeordnet ist, erhielt sie durch die englische Synchronisation eine weibliche Zuordnung, die in der deutschen Synchronisation übernommen wurde.

## Entstehung
Nach Godzilla, Rodan und Varan entwickelte Tōhō mit Mothra das vierte Filmmonster. Ihren ersten Auftritt hatte sie im gleichnamigen Film Mothra (1961). Meist wird sie in ihren verschiedenen Entwicklungsstadien (Ei, Larve, Puppe und schließlich Motte) gezeigt. Bei der Mehrzahl ihrer Auftritte in Filmen ist Mothra ein „freundliches“ Monster, richtet zur Verteidigung ihrer Nachkommen aber auch Zerstörungen an. Die Darstellung von Mothra unterscheidet sich deutlich von den vorherigen Monstern, die als Bestien mit Zerstörungswut dargestellt wurden. Mothra ist in den Filmen eine häufige Gegnerin von Godzilla, wobei sie des Öfteren als Siegerin hervorgeht.
Mothra ist eines der wenigen japanischen Monster, bei dem nicht mit Suitmation gearbeitet wurde. Stattdessen wurde die Mothra-Figur an (zumindest fast immer) unsichtbaren Fäden aufgehängt und durch Puppentrick animiert.

## Familienfilm
Mothra wird von zwei kleinen Feen-Zwillingen (Emi und Yumi Itō) begleitet, die im Original „Shobijin“ („kleine Schönheiten“) genannt werden. Sie stehen in telepathischem Kontakt zu Mothra und können sie durch ein magisches Lied zu Hilfe rufen. Durch diese Konstellation wurde bereits in den ersten Filmen deutlich, dass eine andere Zielgruppe angestrebt wurde. Die Entwicklung zum Familienfilm setzte sich in der Mothra-Trilogie (1996–1998) fort.

## Filmografie
- 1961: Mosura (Mothra bedroht die Welt)
- 1964: Mosura tai Gojira (Godzilla und die Urweltraupen)
- 1964: San Daikaijū: Chikyū Saidai no Kessen (Frankensteins Monster im Kampf gegen Ghidorah)
- 1966: Nankai no Daikettō (Frankenstein und die Ungeheuer aus dem Meer)
- 1968: Kaijū Sōshingeki (Frankenstein und die Monster aus dem All)
- 1992: Gojira tai Mosura (Godzilla – Kampf der Sauriermutanten)
- 1994: Gojira tai Supesu Gojira (Godzilla gegen SpaceGodzilla)
- 1996: Mosura (Mothra  – Das Siegel der Elias)
- 1997: Mosura 2: Kaitei no Daikessen (Mothra II – Das versunkene Königreich)
- 1998: Mosura 3: Kingu Gidora Raishū (Mothra III – King Ghidorah kehrt zurück)
- 2001: Gojira, Mosura, Kingu Gidora: Daikaijū Sōkōgeki (Godzilla, Mothra and King Ghidorah)
- 2003: Gojira tai Mosura tai Mekagojira: Tōkyō S.O.S.(Godzilla: Tokyo SOS)
- 2004: Gojira: Fainaru Uōzu (Godzilla: Final Wars)
- 2019: Godzilla II: King of the Monsters
- 2024: Godzilla × Kong: The New Empire

## Musik
Die kanadische Heavy-Metal-Band Anvil verarbeitete den Mothra-Stoff in dem gleichnamigen Song, erschienen 1982 auf dem Album Metal on Metal. Der Song zählt zu den Klassikern der Band.